# UKS Gol Częstochowa
Der UKS Gol Częstochowa (Uczniowski Klub Sportowy Gol Częstochowa) ist ein polnischer Frauenfußballverein aus Częstochowa (deutsch Tschenstochau) in der Woiwodschaft Schlesien. Der größte Erfolg war die Vize-Meisterschaft 2006/07. Zwei Spielzeiten später stieg die Mannschaft aus der Ekstraliga Kobiet ab und spielte seitdem in der zweithöchsten Liga. 2013 gelang dem Verein als Meister der Wiederaufstieg, in der Saison 2013/14 musste man allerdings mit nur 6 Punkten wieder den Gang in die Zweitklassigkeit antreten.

## Erfolge
- Vize-Meister: 2006/07
- Teilnahme am UEFA Women’s Cup: 2007/08 (1. Qualifikationsrunde)